# Cystoseira
Cystoseira es un género de algas pardas (Phaeophyceae) del orden Fucales. Se caracteriza por presentar unas regiones basal y apical muy diferenciadas y por la presencia de neumatocistos (vesículas de aire) encadenados. Las plantas maduras tienen un eje principal alargado y los laterales proporcionalmente alargados. Las partes inferiores están fuertemente aplanadas en 'expansiones foliares" u "hojas basales". Las regiones fértiles soportan conceptaculos localizados en receptáculos. Estos normalmente se encuentran en las puntas de las ramas. Los neumatocistos mantienen el alga erecta, por lo que parece flotar en las corrientes fuertes. Se alimenta de materia inorgánica mediante la fotosíntesis.

## Distribución
Cystoseira es uno de los géneros con más amplia distribución del orden Fucales proporcionando un hábitat esencial para muchas epífitas, invertebrados y peces. Se encuentran principalmente en las regiones templadas del hemisferio norte, como Mediterráneo, océano Índico y Pacífico.

## Galería

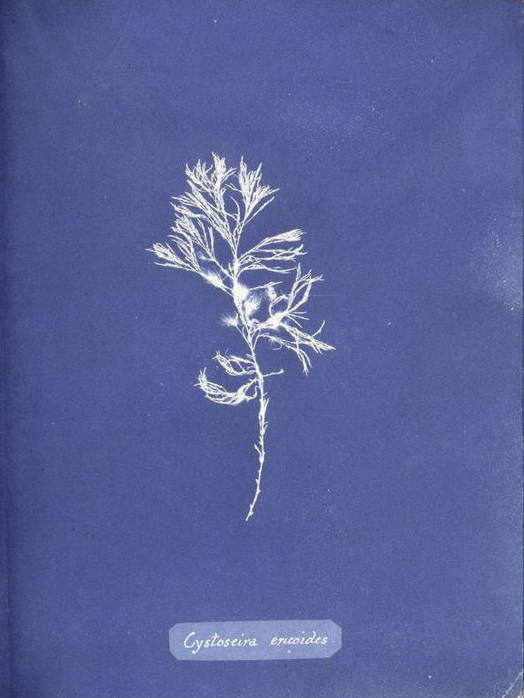
C. ericoides
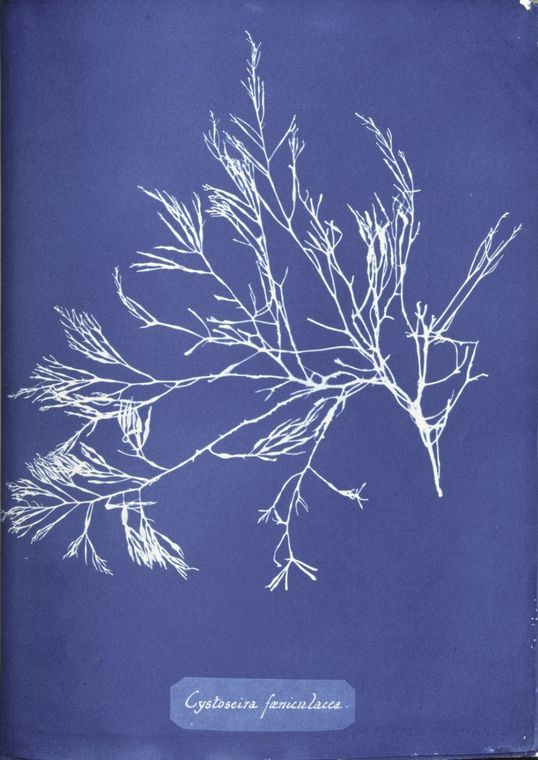
C. foeniculacea
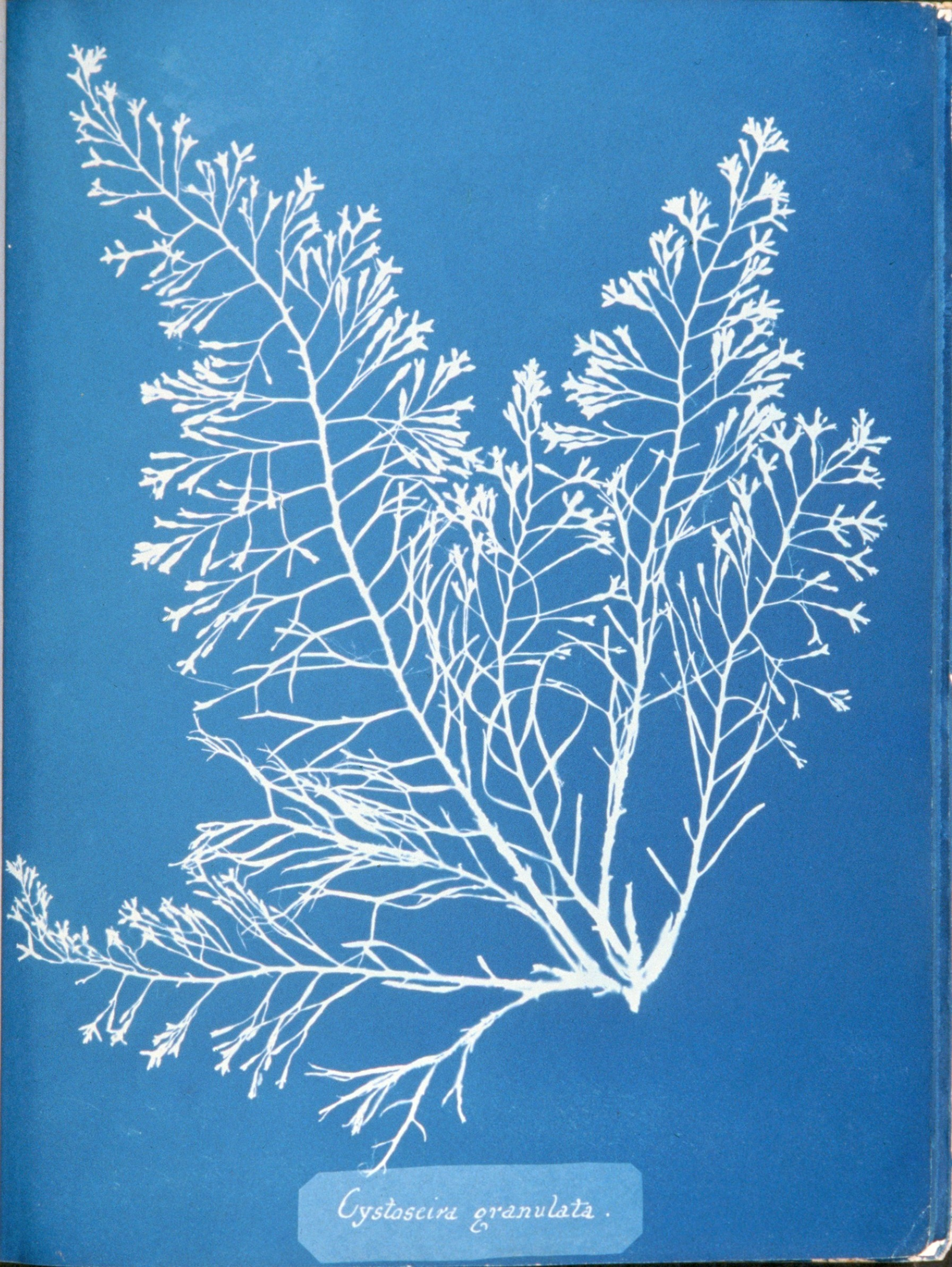
C. granulata